# Xã Van Buren, Quận Kosciusko, Indiana
Xã Van Buren (tiếng Anh: Van Buren Township) là một xã thuộc quận Kosciusko, tiểu bang Indiana, Hoa Kỳ. Năm 2010, dân số của xã này là 4.168 người.